# Henry Ellis (Diplomat)
Sir Henry Ellis, KCB, PC (* 1777; † 28. September 1855) war ein britischer Diplomat und Beamter.

## Leben
Henry Ellis war der Bruder von Mr. Charles Ellis einem Konsul in Tanger. 1814 war er Ministre plénipotentiaire ad interim in Teheran.
1816 war Henry Ellis Mitglied der Amherst-Mission nach China.
Nach dem diplomatischen Schiffbruch widerfuhr den Teilnehmern bei der Rückreise auch ein
buchstäblicher Schiffbruch und Ellis landete mit William Pitt Amherst, 1. Earl Amherst in Java, wo er sich nach Batavia begab.
Von 1825 bis 1834 leitete als Clerk of the Pells, das Pell Office, die Buchführung des Exchequer.
Von Dezember 1830 bis Dezember 1834 war er Mitglied des Board of Control der  britischen Ostindien-Kompanie.
1832 wurde er in den Privy Council aufgenommen.
Von Juli 1835 bis November 1836 war er Botschafter in Teheran.
Im August 1832 wurde er auf eine außerordentliche Mission zur Regierung in Brasilien gesandt.
1848 wurde er Knight Commander of the civil Division des Order of the Bath.
1849 vertrat er die britische Regierung bei einer Konferenz über Italien in Brüssel.